# James Oscar McKinsey

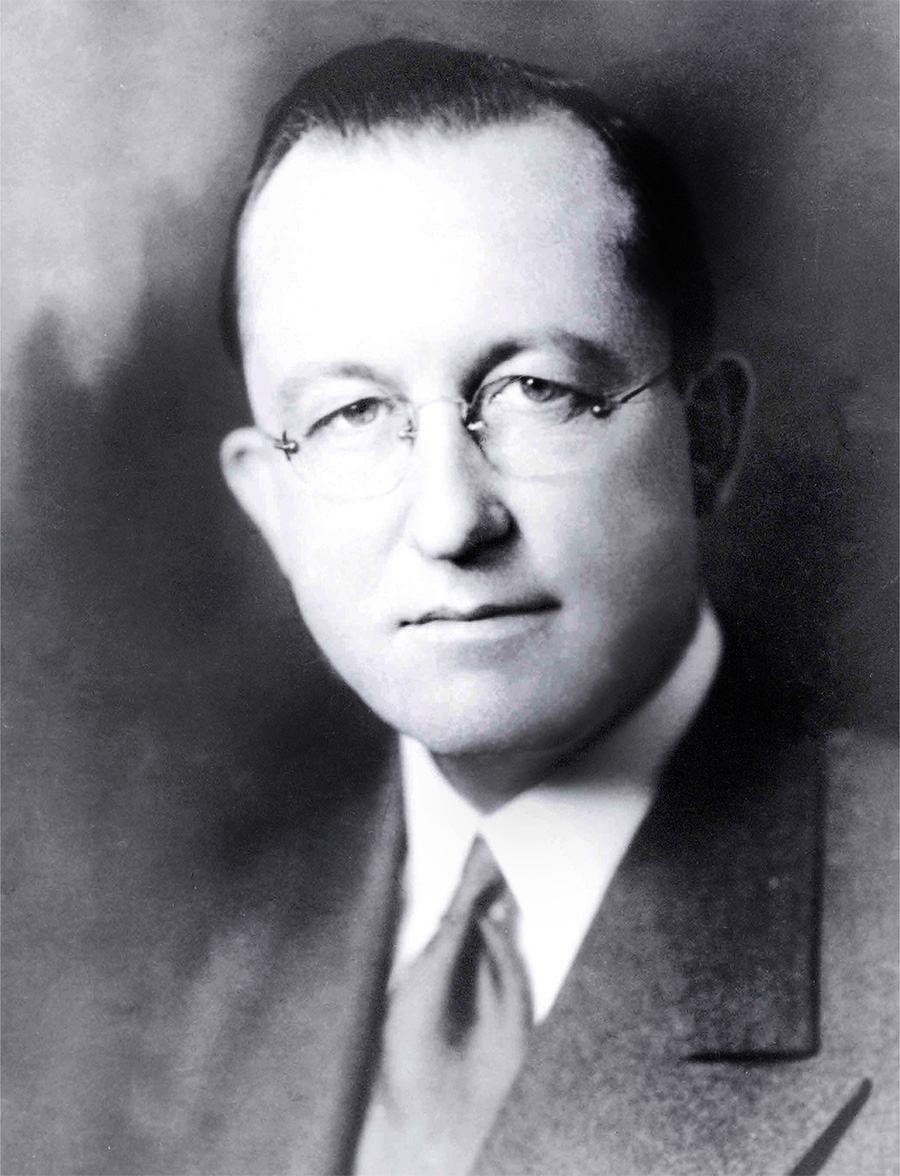
James Oscar McKinsey

James Oscar McKinsey (* 4. Juni 1889 in Gamma, Missouri; † 30. November 1937 in Chicago, Illinois) ist der Gründer der nach ihm benannten Unternehmensberatung McKinsey & Company, Inc.
McKinsey erwarb zunächst 1912 den Bachelor of Pedagogy, gab aber sein Ziel, Lehrer zu werden, rasch auf. Der Bachelor of Law an der University of Arkansas (1913) sowie der Bachelor of Philosophy an der University of Chicago (1916) folgten.
Erste berufliche Erfahrungen sammelte er bei der Anwaltskanzlei Frazer & Torbet, nebenbei lehrte er Rechnungswesen an der Universität Chicago.
1926 gründete er sein eigenes Unternehmen mit dem Anspruch, die Unternehmensführungen zu beraten, statt nur die Buchführung anzubieten oder Steuerfragen zu klären. Er entwickelte dazu eigene Analysewerkzeuge und -konzepte.
1935 verließ er McKinsey und wechselte in den Vorstand der Marshall Field & Company.
Am 30. November 1937 starb er in Chicago an einer Lungenentzündung.